# Joseph Beraudo
Joseph Beraudo (* 13. Mai 1908 in Cannes; † 18. Juli 1958) war ein französischer Fußballspieler.

## Karriere
Der Mittelfeldspieler Beraudo stand von 1927 an im Kader der AS Cannes; mit der Mannschaft trat er in der höchsten Amateurliga Division d’Honneur an, die aufgrund des Fehlens einer landesweiten Profiliga die damals höchste Spielklasse darstellte. Allerdings bestand ein frankreichweiter Pokal, in dem Cannes um den Titelgewinn mitspielte und den Sprung ins nationale Pokalfinale 1932 schaffte. Beraudo stand auf dem Platz und sicherte sich dank eines 1:0-Erfolgs gegen den RC Roubaix den einzigen nationalen Titel seiner Laufbahn. 
Ebenfalls 1932 wurde mit der Division 1 eine landesweite Profiliga gegründet, der auch Cannes angehörte. Beraudo zählte somit zu den Begründern der neuen Liga und ging als Stammspieler in deren erste Saison; als solcher bestritt er 17 der 18 Partien. Mit dem Team gelang ihm der Sprung ins Finale der im ersten Jahr noch zweigleisigen Spielklasse, das jedoch mit 3:4 gegen Olympique Lille verloren ging. Bis 1935 blieb der Spieler dem Klub treu, wechselte dann aber zum Zweitligisten OGC Nizza. Bereits 1936 kehrte er in die Erstklassigkeit zu Cannes zurück. 1937 folgte das endgültige Ende seiner Profilaufbahn.